# DF Весов
DF Весов (лат. DF Librae) — одиночная переменная звезда в созвездии Весов на расстоянии (вычисленном из значения параллакса) приблизительно 23214 световых лет (около 7117 парсеков) от Солнца. Видимая звёздная величина звезды — от +15,3m до +13,7m.

## Характеристики
DF Весов — пульсирующая переменная звезда типа RR Лиры (RR).